# Lee Sung-hi
Dans ce nom coréen, le nom de famille, Lee, précède le nom personnel.
 (décembre 2019).
Si vous disposez d'ouvrages ou d'articles de référence ou si vous connaissez des sites web de qualité traitant du thème abordé ici, merci de compléter l'article en donnant les références utiles à sa vérifiabilité et en les liant à la section « Notes et références ».
Lee Sung-hi, née le 1er avril 1970 à Séoul en Corée du Sud, est un modèle de charme et une actrice sud-coréenne ayant posé pour des magazines érotiques comme Playboy. Elle demeure aux États-Unis depuis 1978. 

## Biographie
Née à Eunpyong-Gu (Gija-Chon), un quartier de Séoul, Elle se rend aux États-Unis avec sa famille en 1978. Elle obtient une bourse et étudie à la Ohio State University pendant trois ans.
Intéressée par le mannequinat, elle déménage à New York mais ses mensurations ne lui permettent pas de réussir dans ce métier (1,63 m, 48 kg, 84B, 58 cm de taille, et 85 cm de hanches)
Parallèlement, elle pose pour des magazines de charme (Playboy), des calendriers ou des publicités (Sunkist, Chrysler et les hôtels Hilton).
Elle commence sa carrière d'actrice dans des thrillers érotiques comme A Night On the Water (1998), Error in Judgment (1998), Chain of Command (2000), Nurse Betty (2000), This Girl's Life (2003), Christmas Vacation 2: Cousin Eddie's Island Adventure (2003), et The Girl Next Door (2004).
Elle fait ensuite des apparitions au cinéma dans des films grand public et dans des séries télévisées (Lost). 
En février 2011, Sung Hi annonce la fermeture prochaine de son site créé en 1998. Elle se dit alors trop occupée, et souhaite consacrer plus de temps à sa fille de un an. La fermeture du site est effective en mai.

## Filmographie

### Cinéma
- 1998 : Night on the water : Phoebe
- 1998 : Talents Cachés (Error in judgment) : Toni
- 2000 : Chain of command (Priorité absolue) : Iris
- 2000 : Nurse Betty : Jasmine
- 2003 : This girl's life : Kobi
- 2004 : The Girl Next Door : Ferrari
- 2004 : Six: The Mark Unleashed : une fille
- 2005 : Death to the Supermodels : Hoo-Chi
- 2006 : Tripping Forward : Crystal
- 2008 : Richard III : Anne
- 2009 : L'Art de la guerre 3 : Le Châtiment (The Art of War III: Retribution) : Sun Yi
- 2009 : Droit de passage (Crossing Over) : Min Kim

### Télévision
- 1997 : The Practice (saison 1)
- 1998 : Mortal Kombat: Conquest : Kiri
- 2001 : Tessa à la pointe de l'épée (Queen of Swords) : Kami
- 2001 : V.I.P. (saison 4) : Margaret Yee
- 2002 : Les Anges de la nuit (saison 1) : Lady Shiva
- 2003 : Rock me Baby (saison 1) : Tonya
- 2005 : Des jours et des vies (saison 41) : Sophie
- 2006 : Lost : Les Disparus (saison 3) : Tricia Tanaka
- 2007 : Back to you (saison 1) : mimi